# Средняя школа № 4 (Минск)
Сре́дняя шко́ла № 4 (бел. Сярэ́дняя шко́ла № 4, Минск, Республика Беларусь) — одна из старейших школ города Минска.

## Общая информация
Находится в самом центре Минска и является одной из старейших в городе. В декабре 2006 года отметила свой 100-летний юбилей, в декабре 2016 — 110-летний юбилей. Здание школы является охраняемым государством памятником архитектуры.
В 2018 году была признана лучшей средней школой в городе Минске по итогам городского конкурса «Лучшие учреждения образования 2018 года».
Образовательная система школы построена на основе личностно-ориентированного подхода в обучении и воспитании учащихся в рамках реализации программы «Столичное образование».

## История школы
Согласно архивным данным в 1906 году была открыта Минская частная с правами правительственной мужская гимназия С. П. Зубакина и К. О. Фальковича (в некоторых источниках «филологическая гимназия»), которая располагалась на месте нынешнего здания исторического факультета БГУ на улице Скобилевской 8 в доходном доме который принадлежал Иосифу Моисеевичу Подвальному.
В 1918 году гимназия была реорганизована в 4-ю школу второй ступени, а в 1921 году получила статус семилетней. В 1934 году школе было присвоено имя С. М. Кирова, а с 1936 года учреждение получило в своё распоряжение здание по улице Красноармейской, 11. Оно было спроектировано и построено в рамках программы новой застройки ул. Кирова, вместе с возведённым в тот же период Домом Пионеров и комплексом Ленинской библиотеки, по проекту архитектора Герасима Якушко.
Во время войны школа была полностью разрушена. В 1979 году она была реконструирована, к главному корпусу школы было пристроено 6-этажное здание, и получила статус школы с музыкальным уклоном. С 2009 года музыкальные предметы изучаются на факультативных занятиях.
За период существования школы её возглавляли директора: Станкевич А. Н., Струсевич В. М., Пушкаревич В. П., Крюк И. Ф., Жилина Л. И., Финкевич В. К., Дорофеева Л. К., Новикова В. А., Цедрик А. П. , Бурдыко Т. А.
В числе учителей школы были участники Великой Отечественной войны: Вербицкий Владимир Николаевич, Масюк Георгий Ильич, Резановская Майя Николаевна, Соколовская Елизавета Александровна. Заслуженные учителя БССР: Бельская Анастасия Сафроновна, Гаврусейко Надежда Павловна, Киселёва Валентина Казимировна. 18 учителей были награждены знаком «Отличник народного образования БССР» — Дорофеева Людмила Константиновна, Ходосевич Зинаида Сергеевна, Апанасик Серафим Серафимович, Казак Нина Ивановна, Давидович Надежда Емельяновна, Брандобовский Владимир Самойлович, Новикова Клара Львовна и другие. Несколько учителей школы были награждены Почётными грамотами Верховного Совета БССР и Министерства просвещения СССР, 25 учителей — Почётными грамотами Министерства просвещения БССР.

## Педагогический коллектив
Педагогический коллектив школы — это более 150 учителей. Среди них — 4 отличника образования Республики Беларусь, 49 педагогов высшей категории, 53 педагога первой категории, преподаватели ВУЗов и Белорусской Государственной академии музыки.

## Информатизация
Педагогическим составом регулярно используются мультимедиа технологии при преподавании предметов.
В школе создана локальная сеть. Она связала всех пользователей единым информационным потоком. Школа имеет выход в сеть Интернет, что помогает учителям и учащимся в подготовке и проведению уроков. Основным информационным ресурсом является сайт школы. На его страницах можно узнать всё то, чем живёт школа, а также воспользоваться полезной информацией и элементами дистанционного обучения.

## Музыкальное направление
С 1979 года школа носит статус учреждения с музыкальным (инструментальным) уклоном. На сегодняшний день на музыкальном отделении работает 52 педагога и концертмейстера. Из них 24 педагога имеет высшую категорию, 20 — первую категорию, 1- вторую категорию.
С 1989 года музыкальный уклон возглавляет Виноградова Людмила Михайловна — отличник образования РБ. Педагогический коллектив уклона имеет богатый опыт в силу своего большого стажа работы и профессиональной деятельности. Среди преподавателей есть артисты крупных концертных коллективов РБ, преподаватели ведущих музыкальных ВУЗов Минска, лауреаты международных и республиканских конкурсов и фестивалей.
В текущем учебном году в музыкальных классах обучаются более 400 человек по 13-ти специальностям: фортепиано, скрипка, виолончель, флейта, кларнет, тромбон, ударные инструменты, баян, аккордеон, цимбалы, мандолина, балалайка, гитара. Ежегодно учащиеся принимают участие в международных конкурсах и фестивалях, республиканских и городских мероприятиях. На базе школы проходят различные мероприятия, как городского, так и республиканского значения.
В рамках фестиваля-конкурса «Спадчына» в стенах школы проходит республиканский фестиваль им. И.Добровольского. Лекции преподавателей школы посещают слушатели курсов АПО. На музыкальных отделениях проходят практику студенты Белорусского государственного педагогического университета им. М.Танка.

## Школьная телестудия
В школе с 1981 года успешно работает школьное телевидение. Руководитель телестудии Милковский Евгений Николаевич. За годы существования нашего телецентра накоплен большой аудио и видеоматериал по всем учебным предметам. Снято много своих документальных фильмов и телепередач. Телецентр позволяет транслировать телепередачи в любой кабинет школы по трём каналам. Широко используется и школьное радио: транслируются объявления, радиопередачи, музыкальные переменки.
Основным видом деятельности и основным назначением школьной телевизионной системы является трансляция учебных программ. Для связи с телецентром имеется переговорное устройство. Учитель заказывает передачу или её фрагменты. Возможен предварительный монтаж материала. В телецентре и на сайте школы имеется каталог учебных фильмов и передач по различным предметам и для внеклассной работы.
Школьная киностудия имеет свой видео-канал на сайте youtube.
Не менее важным в работе школьного телевидения является создание своих телепередач и телефильмов, съёмка хроники школьной жизни, запись уроков. Кинолетопись школы ведётся уже с 1980 года. Фильмы, снятые на 16-ти миллиметровую киноплёнку, переведены на видео. Просматривая такие архивные материалы, мы можем вернуться в те далекие годы и узнать, чем жила тогда школа. После реконструкции в 2001 году телевидение нашей школы стало работать на новом оборудовании. Появилась возможность компьютерного монтажа. Все это позволило создавать передачи на более высоком уровне.
В школе уже давно стало традицией начинать новый учебный год с телепередачи ко Дню Знаний. Школьные телепередачи создаются с участием учителей и учащихся. Преподаватели и ученики выступают в роли авторов сценария, телеведущих, дикторов. Тематику таких передач определяет учебно-воспитательный процесс. Это праздничные передачи, выпуск «Школьных новостей», «Час информирования», «Утренняя гимнастика», тематические и развлекательные передачи.
Уже с 1980 года, когда в школе ещё не было телецентра, а работал только кинокружок, наши фильмы принимали участие в областных и республиканских конкурсах любительского кино и были награждены дипломами и призами. Участники школьного кинокружка, а позже — киностудии «Журавлик», неоднократно принимали участие в передаче Белорусского телевидения «Мы и наша кинокамера».
Вот только несколько названий кинолент, которые были отмечены в 80-е годы компетентным жюри: «Последнее лето детства», «Родная сторонка», «Новая ступенька», зарисовка «Октябрь»; игровые — «Идеальная переменка», «Бумеранг», «Виновата ли кошка?»
А вот телефильмы, которые принимали участие в Национальных фестивалях любительских и студенческих фильмов и были награждены дипломами:
- «Пад шатамі старога сквера» — диплом за кинематографическое исследование исторического сюжета;
- «Школьная страничка» — за лучший телерепортаж;
- «Вкусная страничка» — за видеофильм в номинации «Неигровое кино».

Игровой фильм «Экспромт» был признан лучшим фильмом VII Национального фестиваля любительских и студенческих фильмов в 2002 году. А в 2007 году на I открытом городском молодёжном фестивале видеороликов «Киногрань» в номинации «Мой Минск» победу одержала работа ученицы нашей школы Маши Курачёвой «Горад майго спакою».
- 2009 г. — видеоролик «Мы выбираем жизнь».
- 2011 г. — видеоролик «Волшебная история» — в номинации «Лучшая творческая работа учащихся по пропаганде эффективного использования энергоресурсов» республиканского конкурса «Энергомарафон».
- 2015 г. — видеоролик «Сберегай» — II место в городском этапе республиканского конкурса проектов по экономии и бережливости «Энергомарафон».

Участие детей в создании школьных передач не остаётся без следа. Уже можно слышать имена и видеть лица наших учеников на каналах телевидения Беларуси как репортёров и журналистов. Школьный телецентр сотрудничает с филологическим факультетом БГУ. Совместно со студентами факультета создан телефильм «Настаўнік, якога чакаюць дзеці». Записаны встречи студентов филологического факультета с писателями и поэтами Беларуси: И.Науменко, Я.Брылём, Н.Гилевичем, Р.Бородулиным, драматургом А.Дударевым и др. Встреча с Иваном Шамякиным была записана буквально в последний год его жизни. На основе этих материалов монтируются передачи для показа учащимся на уроках белорусской литературы. В августе 2007 года была завершена работа над телефильмом «Спадчына», посвящённому 125-летию со дня рождения Янки Купалы и Якуба Колоса.

## Связи и сотрудничество
- ОАО «Стройтрест № 1»
- Заслуженный коллектив Республики Беларусь «Белорусский государственный театр кукол»

## Выдающиеся выпускники
Академик Вячеслав Семёнович Стёпин (1951)